# Resolució 685 del Consell de Seguretat de les Nacions Unides
La Resolució 685 del Consell de Seguretat de les Nacions Unides, adoptada per unanimitat el 31 de gener de 1991 després de recordar les resolucions 598 (1987) 618 (1988), 631 (1989), 642 (1989), 651 (1990), 671 (1990) i 676 (1990) i havent examinat un informe del Secretari General Javier Pérez de Cuéllar sobre el Grup d'Observadors Militars de les Nacions Unides per Iran i Iraq, el Consell va decidir:
(a) renovar el mandat del Grup d'Observadors Militars de les Nacions Unides per Iran i Iraq per un altre període de dos mesos fins al 28 de febrer de 1991;
(b) demanar al Secretari General que, després de debats amb ambdues parts, informe sobre el futur del Grup d'Observadors amb les seves recomanacions durant el mes de febrer de 1991.